# ویکی‌پدیای تامیلی
ویکی‌پدیای تامیل یکی از نسخه‌های ویکی‌پدیا به زبان تامیلی می‌باشد که در سپتامبر ۲۰۱۰ راه‌اندازی شد و تا تاریخ ۲۶ اوت ۲۰۱۰ با بیش‌از ۲۴۰۰۰ مقاله در رتبه ۶۹ قرار داشت.
این دانشنامه تا ۱۵ سپتامبر ۲۰۱۱ با بیش از ۳۶٬۹۰۰ مقاله در رتبه شصت‌ویکم ویکی‌پدیاها قرار دارد.